# 남수단의 역사
남수단의 역사는 오늘날 남수단의 영토와 그 지역에 살고 있는 사람들의 역사를 포함한다.
남수단은 2011년 수단 공화국에서 분리 독립했다. 지리적으로 남수단은 사하라 이남 아프리카와 마찬가지로 수단 지역(사헬)에 속하지 않는다. 그러나 현대 용어로는 동수단 사바나 지역의 일부를 포함한다. "수단"에 포함되는 것은 19세기에 이집트의 오스만 케디바트가 남쪽으로 확장되었기 때문이며, 그 결과 1885년부터 2011년까지 마흐디트 수단, 앵글로-이집트 수단, 수단 공화국에 포함되었다.
남수단은 주로 나일사하라어족과 니제르콩고어족이 거주하고 있다. 역사적으로 지금의 남수단은 중앙수단어족의 언어를 사용하는 민족이 지배했지만, 나일족의 존재는 선사 시대부터 추정될 수 있다. 14세기경 기독교의 누비아 왕국 마쿠리아와 알로디아가 멸망한 이후 나일족이 점차 이 지역을 지배하게 되었다.

## 초기 역사

### 로마 탐험대
수 년 동안 수드 습지, 특히 수풀은 나일강을 따라 항해하는 데 있어 뚫을 수 없는 장벽이 되었다. 기원후 61년, 네로 황제가 보낸 로마 병사들이 백나일강을 거슬러 올라갔지만, 수드강을 넘어서지는 못했다. 나중에 같은 이유로 나일강의 근원을 찾는 것은 특히 어려웠으며, 결국 수드를 통해 여행하는 것을 피하기 위해 중앙 아프리카 해안에서 육로를 탐험하는 것을 포함했다.

### 수드 밖으로의 나일강 확장

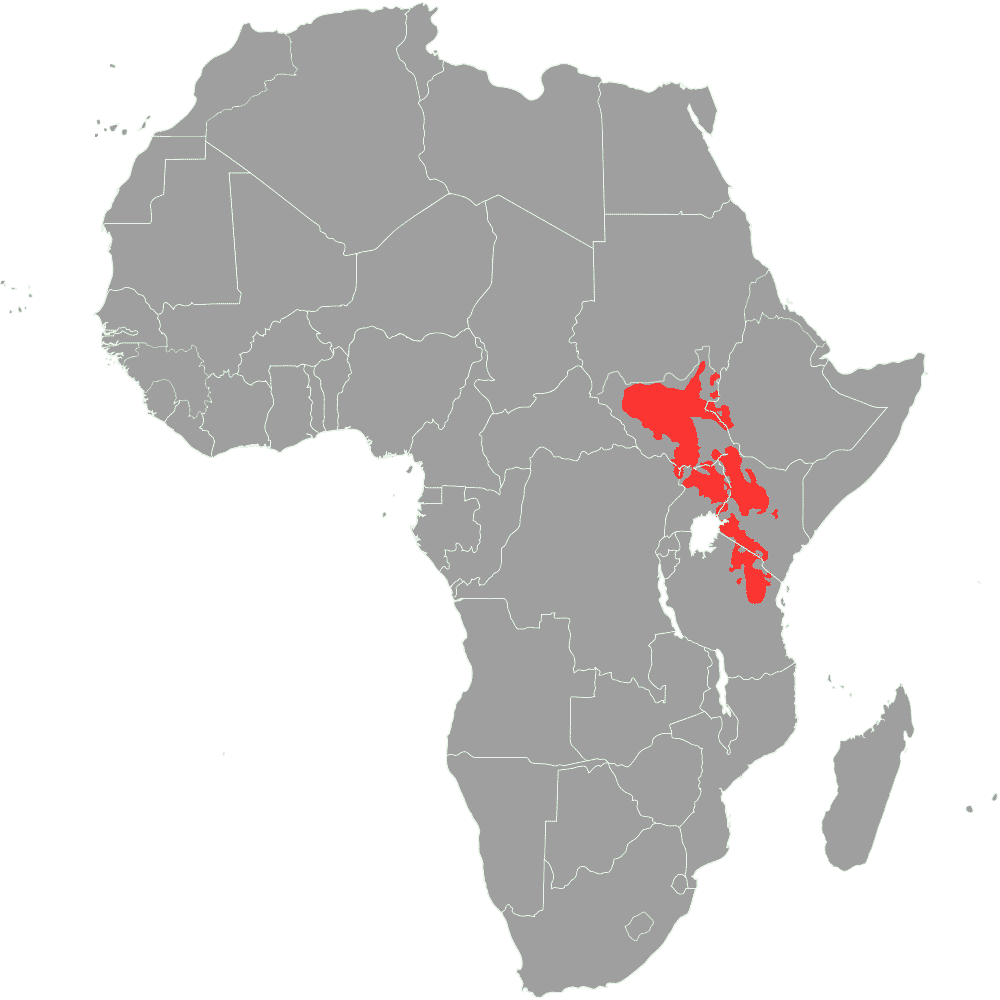
나일어족이 사용되는 지역

언어학적 증거는 시간이 지남에 따라 딩카족, 실룩족, 누에르족과 같은 나일족 화자들이 그 자리를 차지했다는 것을 보여준다. 이 집단들은 수드 습지에서 퍼져나갔으며, 고고학적 증거에 따르면 기원전 3000년경부터 이목 소 사육을 기반으로 한 문화가 존재했으며, 이 지역의 나일 문화는 그 때까지 계속되었을 수 있다. 나일족의 돔 모양의 집과 투굴을 포함한 그들의 생계에 대한 고고학적 증거는 그들이 25왕조 이전과 동안 누비아 왕국의 통치와 부에 엄청난 기여를 했을지도 모른다는 것을 보여준다.
수드 습지에서 남수단의 나머지 지역으로의 나일강 확장은 14세기에 시작된 것으로 보인다. 이는 기독교의 누비아 왕국 마쿠리아와 알로디아의 붕괴와 아랍 상인들이 수단 중부에 침투한 것과 일치한다. 아랍인들로부터 남수단인들은 새로운 품종의 불운한 소를 얻었을지도 모른다. 고고학자 롤랜드 올리버는 이 시기가 나일강에서 시작된 철기 시대를 보여준다고 말한다. 이러한 요소들은 나일어 화자들이 어떻게 그 지역을 지배하기 위해 확장되었는지를 설명할 수 있다.

### 중앙수단 주둔지
1500년까지 남수단의 광대한 지역은 중앙수단어족을 사용하는 사람들에 의해 통제되었다. 마디족과 모루족과 같은 몇몇 중앙 수단 부족들이 남아 있다.

## 수단 공화국
이 지역은 수단 독립 이전부터 두 차례의 내전으로 인해 심각한 방치, 인프라 개발 부족, 대규모 파괴와 피난을 초래했다. 250만 명 이상이 목숨을 잃었고, 500만 명 이상이 외부로 피난을 갔으며, 다른 사람들은 내부로 피난을 갔으며, 내전과 전쟁 관련 영향의 결과로 난민이 되었다.

### 제1차 내전
1955년, 수단이 독립하기 4개월 전, 대표성과 더 많은 지역 자치권을 달성하기 위한 목적으로 제1차 수단 내전이 시작되었다. 17년 동안 수단 정부는 아야냐 반군과 싸웠다. 1971년 전 육군 중위가 되었다. 조셉 라구는 그의 남수단 해방운동(SSLM) 아래 모든 게릴라 악단을 모았다. 분리주의 운동이 남수단의 분리독립과 독립국가 형성의 목적을 달성하기 위해 통일된 지휘구조를 가진 것은 전쟁 역사상 처음 있는 일이었다.
또한 남부 전체를 대변하고 협상할 수 있는 최초의 단체이기도 했다. 세계 교회 협의회(WCC)와 아프리카 교회 협의회(AACC)의 중재로 1972년 남수단 자치구를 설립하는 아디스아바바 협정이 체결되었다.

### 제2차 내전

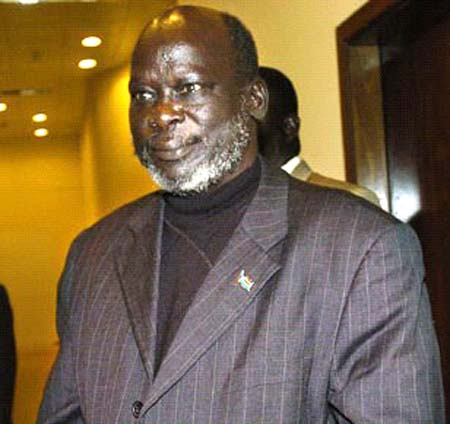
존 가랑은 제2차 수단 내전을 통해 수단 인민해방군을 창설하고 이끌었다.

1983년 수단의 대통령 가파르 니메이리는 이슬람이 아닌 남부 지역을 포함한 모든 수단을 샤리아 법에 따라 이슬람 국가로 선언했다. 남수단 자치구는 1983년 6월 5일 아디스아바바 협정이 종료되면서 폐지되었다. 이에 대한 직접적인 대응으로 존 가랑이 이끄는 수단 인민해방군(SPLA/M)이 결성되었고, 제2차 수단 내전이 발발했다. 여러 파벌은 종종 민족주의 노선을 따라 분리되어 하르툼에 의해 자금과 무장되었으며, 가장 주목할 만한 것은 1991년 리에크 마차르가 이끄는 SPLA-나시르였다.
내전의 결과로, 전쟁 중 북부인들에 의해 살해된 것보다 더 많은 남부인들이 서로의 손에 의해 죽었다. 1991년 보르 학살에서는 약 2000명의 민간인이 SPLA-나시르와 무장한 누에르 민간인에 의해 살해되었고, 그 후 몇 년 동안 25,000명이 기아로 사망했다. 이 전쟁은 2005년까지 22년 동안 지속되었고, 아프리카에서 가장 긴 내전이 되었다.
2005년 정부간 개발기구(IGAD)와 원조국들의 컨소시엄인 IGAD-파트너스가 중재한 포괄적 평화협정이 나이로비에서 체결되었고 남수단 자치정부가 수립되었다. 이 협정은 남수단이 독립을 선언한 2011년까지 지속되었다.

### 독립 국민투표

남수단 공화국의 국기

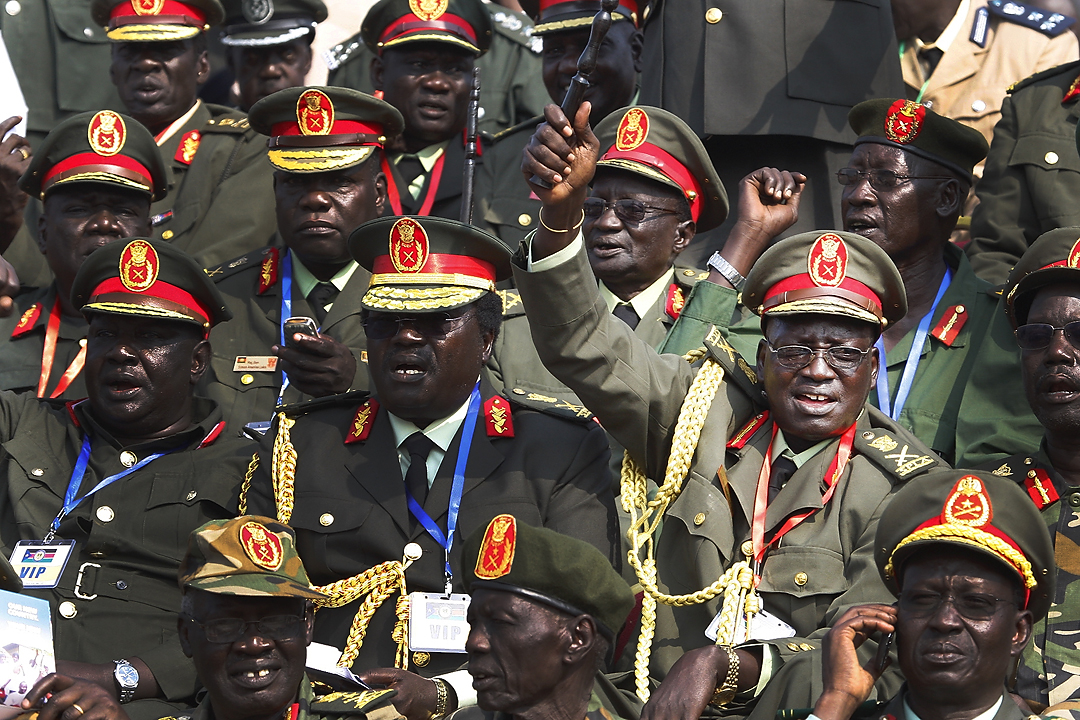
독립 기념행사에 참가한 남수단 육군 장성들

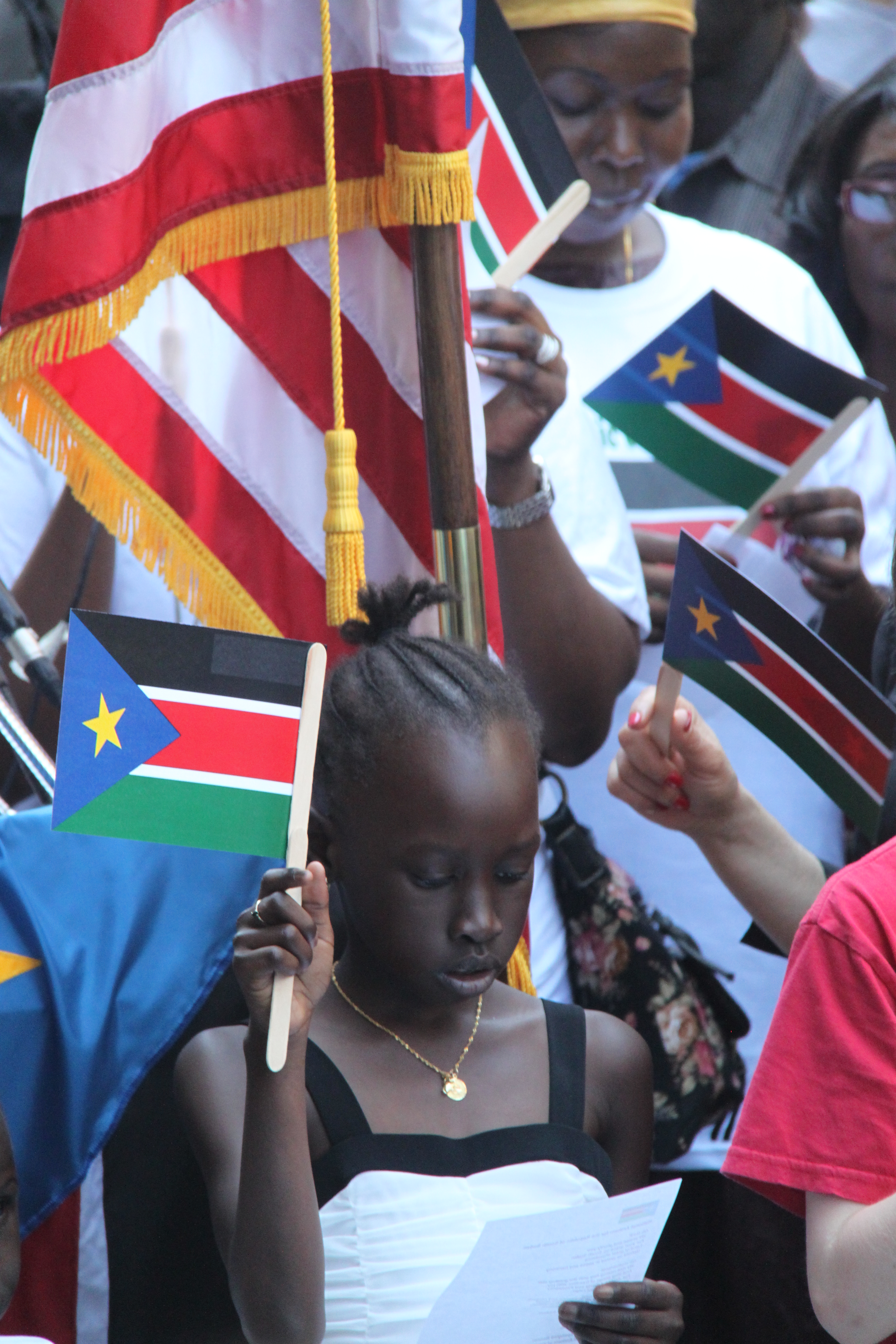
독립 기념행사에 참가한 남수단 소녀

2011년 1월 9일부터 1월 15일까지 남수단 사람들은 수단으로부터 독립해야 하는지에 대해 투표를 했다. 2011년 1월 30일, 전체 인구의 98.83%가 수단으로부터의 독립에 투표한 것으로 나타났다.
2011년 7월 9일 자정, 남수단은 남수단 공화국이라는 이름으로 독립국이 되었다. 2011년 7월 14일, 남수단은 유엔의 193번째 회원국이 되었다. 2011년 7월 28일, 남수단은 아프리카 연합의 54번째 회원국으로 가입했다.
수단의 석유 수입 분담과 같은 특정 분쟁은 여전히 남아 있는데, 수단의 석유 수입의 80%가 남수단으로부터 온 것으로 추정되며, 이는 세계에서 가장 빈곤한 지역 중 하나에 놀라운 경제적 잠재력을 나타낼 것이기 때문이다. 아비에이 지역은 여전히 논란이 있으며 소유권을 결정하기 위해 별도의 국민투표를 실시하려는 시도에도 불구하고 많은 이슈들이 지연되었고 결국 공식적인 국민투표를 취소했다. 2011년 7월, 안보리 결의에 따라 에티오피아 평화유지군은 수단과 남수단의 군대가 이 지역을 장악하려는 시도를 막기 위해 이 지역에 진입하기 시작했다.

## 독립

### 2012년 남수단-수단 국경 분쟁
2012년 3월, 수단 공군은 남수단 남쿠르두판주 경계 근처의 남수단 유니티주 지역을 폭격했다. 남수단군은 4월 10일 헤글리그 유전 지역을 점령함으로써 대응했다. 수단군은 반격에 나서 9일 후 남수단군을 철수시켰다. 4월 20일, 남수단은 헤글리그에서 단계적 철수를 시작했다고 발표했고, 수단은 이를 무력으로 점령했다고 주장했다. 그 후, 수단의 대통령 오마르 알바시르는 하르툼에서 승리 집회를 열었다.
4월 22일, 탱크와 포병의 지원을 받는 수단 군인들이 남수단 10km 깊이의 국경에서 세 차례의 공격을 감행하면서 더 많은 전투가 벌어졌다. 이 공격으로 적어도 남수단 군인 1명이 사망하고 2명이 부상을 입었다.
양당은 2012년 6월 아프리카 연합의 사절 타보 음베키의 중재 하에 협상을 재개했다.
9월 27일, 수단 대통령 오마르 알바시르와 남수단 대통령 살바 키르 마야르디트는 에티오피아의 아디스아바바에서 중요한 석유 수출을 재개하고 국경을 따라 10km(6마일)의 비무장지대를 만드는 데 앞장선 8개의 협정에 서명했다. 이 협정은 남수단 석유 56,000,000리터(35,000배럴)를 세계 시장에 반환하는 것을 허용하고 있다. 또 국경 획정과 관련해 지켜야 할 매개변수에 대한 이해, 경제협력 협정, 상호 시민 보호 협정 등이 포함됐다. 일부 쟁점은 해결되지 않은 채 남아 있으며 향후 이를 해결하기 위한 협의가 예정되어 있다. 같은 날 유엔 총회 제67차 총회에서 진행 중인 일반 토론과 동시에 남수단의 연설이 예정돼 있었다. 리에크 마차르 부통령은 어떤 협정이 체결되었는지를 개괄적으로 설명했지만, 아비에이에 대한 결의안 부재는 한탄했다.
2013년 3월 중순, 양국은 비무장 완충지대를 만들고 수단의 수출을 위해 남수단 석유 생산을 재개하기 위해 국경지역에서 군대를 철수시키기 시작했다. 4월 초에 남수단 석유는 수단의 송유관을 통해 다시 흐르기 시작했다. 오마르 알바시르 수단 대통령이 남수단으로부터 자국을 경유하는 석유 수송을 중단하겠다고 위협했지만, 남수단 대통령 살바르 키르는 그가 전쟁을 위해 동원했다고 비난했고 석유 수송 문제로 전쟁을 벌이지 않을 것이라고 말했다.

## 같이 보기
- 수단의 역사
- 아프리카의 역사